# 2020年のワールドシリーズ
2020年の野球において、メジャーリーグベースボール（MLB）優勝決定戦の第116回ワールドシリーズ（英語: 116th World Series）は、10月20日から27日にかけて計6試合が開催された。その結果、ロサンゼルス・ドジャース（ナショナルリーグ）がタンパベイ・レイズ（アメリカンリーグ）を4勝2敗で下し、32年ぶり7回目の優勝を果たした。
当時は新型コロナウイルス感染症（COVID-19）の流行下にあったため、開催地が出場両球団の本拠地球場ではない中立地となるなど、様々な特別ルールが設けられる異例のシリーズとなった。両リーグの最高勝率球団どうしがシリーズで対戦するのは、1995年の地区シリーズ導入以降では、2013年以来7年ぶり4度目。両球団の平均勝率は.692で、1906年シリーズ出場時のシカゴ・ホワイトソックスとシカゴ・カブスが記録した.690を上回り、シリーズ史上最高となった。シリーズMVPには、第5戦の初回表に先制適時打を放つなど、6試合で打率.400・2本塁打・5打点・OPS 1.256という成績を残したドジャースのコーリー・シーガーが選出された。またドジャース監督のデーブ・ロバーツはアフリカ系アメリカ人の父親と日本人の母親を持つことから、アフリカ系アメリカ人として史上2人目かつアジア系アメリカ人として史上初のワールドシリーズ優勝監督となった。

## COVID-19流行に伴う特別ルール

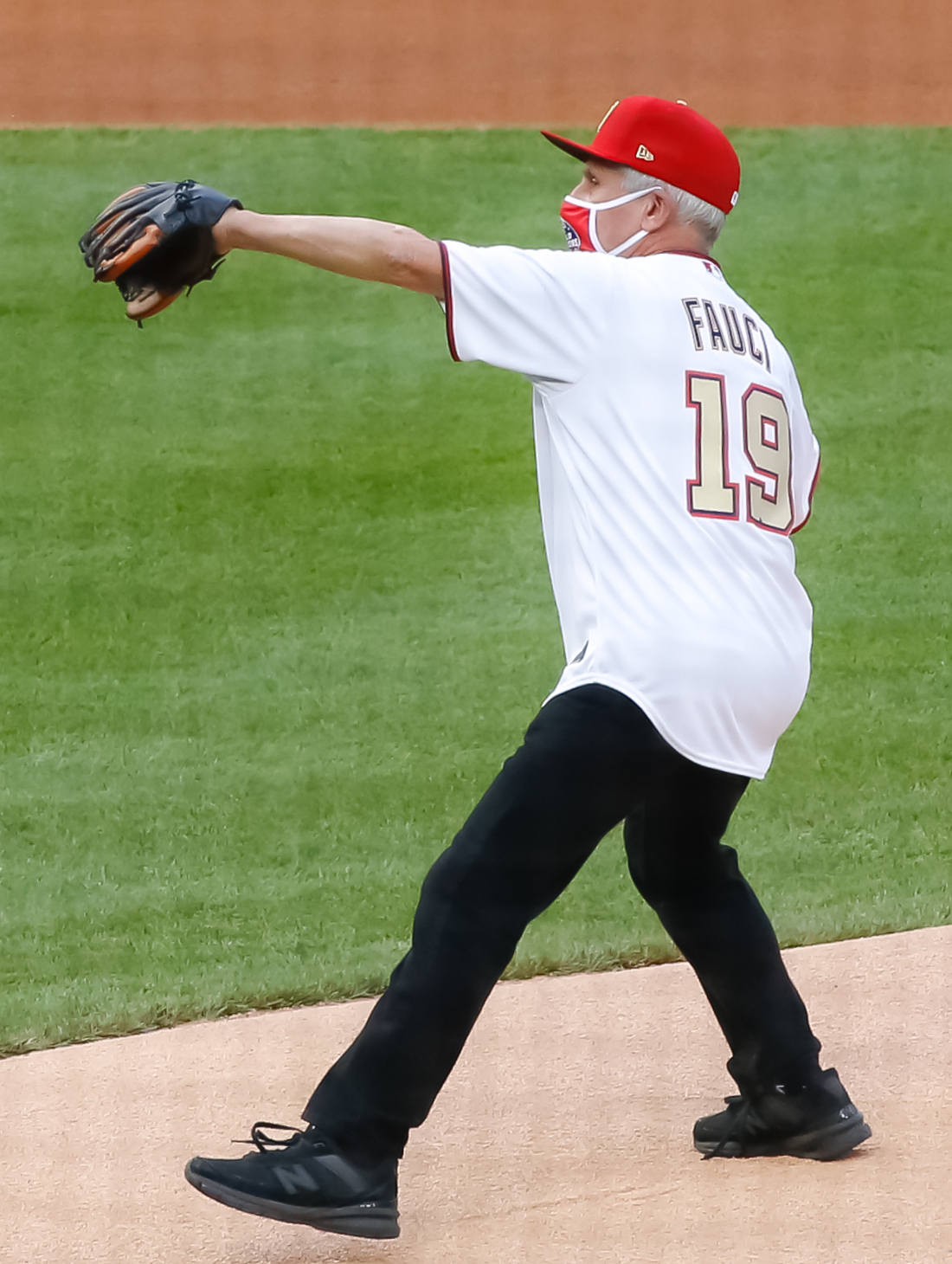
7月23日、当初の予定からおよそ4か月遅れでレギュラーシーズンが開幕し、首都ワシントンD.C.の試合ではアンソニー・ファウチが始球式を行った。ファウチは国立アレルギー・感染症研究所の所長として、新型コロナウイルス感染症（COVID-19）対策の陣頭指揮を執っていた人物である

2019年、中華人民共和国の湖北省武漢市で新型コロナウイルス "SARSコロナウイルス2" の発生が確認された。ウイルスは世界中へ拡散し、感染症（COVID-19）を罹患する人が増え続けていった。アメリカ合衆国では、2020年1月下旬にワシントン州スノホミッシュ郡で初の感染者が確認され、2か月後の3月下旬には感染者数が発生源の中国を抜いて世界最多となった。これを受けてMLBは、レギュラーシーズン開幕を3月26日から7月23日へ延期し、試合数を1球団あたり162試合から60試合へ削減したほか、様々な特別ルールを設けた。ワールドシリーズに適用された主な競技ルールや運営要項は以下の通り。
- ロースターの拡大

シリーズの出場選手登録（ロースター）人数は、前年までは25人だった。今シリーズでは、それが28人に拡大した。
ロースターは元々、COVID-19と関係なく拡大する予定だった。当初の予定では、25人・ポジション制限なしから26人・投手は上限13人になるはずだった。開幕延期後に機構と選手会とが協議した結果、レギュラーシーズン開幕時のロースターを30人とし、そこから2週間ごとに28人→26人と段階的に減らしていくこととなった。しかし開幕後、複数球団でCOVID-19のクラスターが発生したことから、感染者の隔離で選手が足りなくなって試合中止という事態を避けるため、ワールドシリーズ終了までロースターは28人のままで通すよう改められた。
- ユニバーサルDH

指名打者（DH）制度は1973年以降、アメリカンリーグでのみ採用されていた。2020年はナショナルリーグでも導入され、これに伴い今シリーズでも全試合がDH制ありで行われることになった。これにより、投手が打撃・走塁で故障することを防ぎ、ロースター拡大で増えた選手にも出番を与えることができる。
ワールドシリーズでのDH制の採用過程は、3段階に分かれる。
1. 第1期（1973年〜1975年）：一切採用せず
2. 第2期（1976年〜1985年）：偶数年は全試合で採用、奇数年は全試合で不採用
3. 第3期（1986年〜2019年）：毎年、アメリカンリーグ球団の本拠地で開催される試合では採用、ナショナルリーグ球団の本拠地で開催される試合では不採用

したがって、全試合がDH制ありで開催されるシリーズは1984年以来36年ぶりとなる。
- 中立地開催

今シリーズは前年までのように出場球団の本拠地を行き来するのではなく、関係者を隔離して中立地で開催する "バブル" 形式で実施することとなった。開催地には、テキサス州アーリントンにあるテキサス・レンジャーズの本拠地球場グローブライフ・フィールドが選ばれた。ワールドシリーズの中立地開催は史上初、1球場のみでの開催は1944年以来76年ぶり4度目である。両チームの宿舎には同州アービングのリゾートホテルが用意された。
グローブライフ・フィールドは開閉式の屋根を有している。COVID-19拡大防止の一環として換気を促すため、今シリーズでは基本的に屋根を開けた状態で試合を行うが、雨など気象条件によっては屋根は閉められる。また、フィールドには人工芝が採用されているため、今シリーズは全試合が人工芝の上で行われる。これは1993年以来27年ぶりである。
- 観客の入場制限

MLBはこの年、レギュラーシーズン開幕からポストシーズン途中まで無観客試合を続けていた。グローブライフ・フィールドで開催されるナショナルリーグ優勝決定戦とワールドシリーズでは、球場収容人員40,518人の約28%にあたる11,500人まで入場を認めることとなった。これは、テキサス州知事グレッグ・アボットが外出制限解除やスポーツイベントへの観客動員容認など、経済活動の再開に前向きなことが大きな要因である。
座席は横に連続して並ぶ4席をひとつの "ポッド" という単位として販売し、各ポッドを市松模様のように配置して最低6フィート（約1.83m）の間隔を空けるほか、フィールドやダグアウトおよびブルペンから20フィート（約6.1m）以内にはポッドを置かないなど、社会距離拡大戦略に配慮している。
これらの特別ルールが採用された一方で、レギュラーシーズンで導入されながらポストシーズンでの採用が見送られたり、ポストシーズンの他シリーズで導入されながらワールドシリーズでの採用が見送られたりしたものもある。そのひとつが、延長戦では無死二塁からイニングを始める "タイブレーク" である。これは、レギュラーシーズンが67日間で60試合を行う過密日程だったことから、延長戦を早く決着させて選手の負担を減らす目的で導入されたものであり、ポストシーズンでは延長戦は通常通り無死無走者から始まる。また、7戦4勝制のシリーズでこれまで設けられていた第2戦と第5戦の翌日の休養日（移動日）が、シーズンを長引かせないためにこの年の両リーグ優勝決定戦では廃止されたが、ワールドシリーズでは変わらず設けられている。

## ワールドシリーズまでの道のり

### 両チームの2020年
10月17日にまずアメリカンリーグでレイズ（東地区）が、そして18日にはナショナルリーグでドジャース（西地区）が、それぞれリーグ優勝を決めてワールドシリーズへ駒を進めた。
レイズはこの年、選手の年俸総額はMLB全30球団中3番目に低いながらも、レギュラーシーズンでは2番目に多く勝ち星を挙げた。もともと選手起用については伝統的な役割分担にとらわれず、プラトーン・システムやオープナーなどの戦術を駆使してきたチームであるため、起用の選択肢が増えるという点でロースター拡大が有利に働いた。選手たちも求められる役割が頻繁に変わる難しい状況ながら、チーム内の雰囲気を良好に保ち意思を統一していた。8月下旬以降は地区首位を守り、9月17日にはポストシーズン進出が確定、その後も勝利を積み重ね最終的にはリーグ最高勝率となった。平均得点4.82はリーグ6位、防御率3.56はリーグ2位。打線では2桁打点を記録した打者が16人で両リーグを通じてこの年最多、投手陣ではセーブを挙げた投手が12人でMLB史上最多タイとなった。柔軟な投手起用に加えて、野手陣の守備の良さも失点阻止に一役買っており、UZR/150をはじめ様々な指標でMLB上位に入った。ワイルドカードシリーズではトロント・ブルージェイズを2勝0敗で、地区シリーズではニューヨーク・ヤンキースを3勝2敗で、リーグ優勝決定戦ではヒューストン・アストロズを4勝3敗で、それぞれ下した。
ドジャースは前年もリーグ最多の106勝を挙げて地区7連覇を達成し、地区シリーズ敗退後のオフにはトレードで外野手のムーキー・ベッツを補強した。2020年も開幕から、地区優勝の最有力候補という前評判通りに勝利を重ねていく。折り返しの30試合終了時点では22勝8敗で、これは例年通りの162試合に換算すれば119勝に到達する勢いだった。9月16日には両リーグを通じて一番乗りでポストシーズン進出を確定させ、翌週22日にはリーグ最高勝率とともに史上3球団目となる8季連続地区優勝を果たした。平均得点5.82と防御率3.02のいずれもリーグ最高。打線の打順別OPSは4番打者以外が全て.761以上、20イニング以上を投じた12投手のうち防御率が3.90より悪いのはシーズン途中で放出されたロス・ストリップリングのみ、と投打に層の厚さが際立つシーズンだった。ベッツはフィールド上で走攻守に高い能力を発揮したのみならず、加入1年目からリーダーシップを振るってチームを牽引した。ワイルドカードシリーズではミルウォーキー・ブルワーズを2勝0敗で、地区シリーズではサンディエゴ・パドレスを3勝0敗で、リーグ優勝決定戦ではアトランタ・ブレーブスを4勝3敗で、それぞれ下した。
ドジャース編成本部長アンドリュー・フリードマンは、2005年10月から2014年10月まではレイズでGMを務めていた。今シリーズ時のレイズGMエリック・ニアンダーも、2007年にインターンとしてレイズに入団した、かつてのフリードマンの部下だった。レイズOBのカルロス・ペーニャは、今シリーズを「フリードマンは自らの手で作り上げた怪物と対峙するんだ」と表現する。今シリーズに際しては、レイズがフリードマン時代と同様に金をかけずに勝ち進んできたのに対し、ドジャースは選手の年俸総額がMLB屈指の高額である。Baseball-Reference.comの集計では、ドジャースの年俸総額は30球団中3位であり、28位レイズとの順位差25は、1998年以降のワールドシリーズ23回中で最も大きい。またSpotracの集計によると、ドジャースが先発投手クレイトン・カーショウと外野手ベッツのふたりに費やしている額だけで、レイズの年俸総額2830万ドルの93%に相当する。

### ホームフィールド・アドバンテージ
ワールドシリーズの第1・2・6・7戦を後攻で迎えられる "ホームフィールド・アドバンテージ" は、それぞれのリーグ内におけるシード順が高位の方に、もしシード順が同じ場合はレギュラーシーズンの勝率が高い方に与えられる。シード順は、まず地区優勝球団が勝率順に第1〜3シード、次に地区2位球団が勝率順に第4〜6シード、最後にワイルドカード球団が勝率順に第7〜8シードとなる。もし仮に地区2位の球団が他地区優勝球団の勝率を上回っていたとしても、シード順で上位とはならない。ポストシーズン進出16球団のアドバンテージ優先順位は以下の通り。
| 優先順位 | 優先順位 | 球団                           | レギュラーシーズン成績 | レギュラーシーズン成績      | ポストシーズン結果                |        |        |        |
| 優先順位 | 優先順位 | 球団                           | レギュラーシーズン成績 | レギュラーシーズン成績      | ポストシーズン結果                | WCS    | DS     | LCS    |
| -------- | -------- | ------------------------------ | ---------------------- | --------------------------- | --------------------------------- | ------ | ------ | ------ |
| 1        | 01       | ロサンゼルス・ドジャース       | 43勝17敗・勝率.717     | NL西地区優勝                | ワールドシリーズ進出              | 2勝0敗 | 3勝0敗 | 4勝3敗 |
| 1        | 02       | タンパベイ・レイズ             | 40勝20敗・勝率.667     | AL東地区優勝                | ワールドシリーズ進出              | 2勝0敗 | 3勝2敗 | 4勝3敗 |
| 2        | 03[※1]   | オークランド・アスレチックス   | 36勝24敗・勝率.600     | AL西地区優勝                | 地区シリーズ（DS）敗退            | 2勝1敗 | 1勝3敗 | －     |
| 2        | 04       | アトランタ・ブレーブス         | 35勝25敗・勝率.583     | NL東地区優勝                | リーグ優勝決定戦（LCS）敗退       | 2勝0敗 | 3勝0敗 | 3勝4敗 |
| 3        | 05[※1]   | ミネソタ・ツインズ             | 36勝24敗・勝率.600     | AL中地区優勝                | ワイルドカードシリーズ（WCS）敗退 | 0勝2敗 | －     | －     |
| 3        | 06       | シカゴ・カブス                 | 34勝26敗・勝率.567     | NL中地区優勝                | ワイルドカードシリーズ（WCS）敗退 | 0勝2敗 | －     | －     |
| 4        | 07       | サンディエゴ・パドレス         | 37勝23敗・勝率.617     | NL西地区2位                 | 地区シリーズ（DS）敗退            | 2勝1敗 | 0勝3敗 | －     |
| 4        | 08[※2]   | クリーブランド・インディアンス | 35勝25敗・勝率.583     | AL中地区2位                 | ワイルドカードシリーズ（WCS）敗退 | 0勝2敗 | －     | －     |
| 5        | 09       | ニューヨーク・ヤンキース       | 33勝27敗・勝率.550     | AL東地区2位                 | 地区シリーズ（DS）敗退            | 2勝0敗 | 2勝3敗 | －     |
| 5        | 10       | セントルイス・カージナルス     | 30勝28敗・勝率.517     | NL中地区2位                 | ワイルドカードシリーズ（WCS）敗退 | 1勝2敗 | －     | －     |
| 6        | 11       | マイアミ・マーリンズ           | 31勝29敗・勝率.517     | NL東地区2位                 | 地区シリーズ（DS）敗退            | 2勝0敗 | 0勝3敗 | －     |
| 6        | 12       | ヒューストン・アストロズ       | 29勝31敗・勝率.483     | AL西地区2位                 | リーグ優勝決定戦（LCS）敗退       | 2勝0敗 | 3勝1敗 | 3勝4敗 |
| 7        | 13[※2]   | シカゴ・ホワイトソックス       | 35勝25敗・勝率.583     | AL中地区3位＝ワイルドカード | ワイルドカードシリーズ（WCS）敗退 | 1勝2敗 | －     | －     |
| 7        | 14       | シンシナティ・レッズ           | 31勝29敗・勝率.517     | NL中地区3位＝ワイルドカード | ワイルドカードシリーズ（WCS）敗退 | 0勝2敗 | －     | －     |
| 8        | 15       | トロント・ブルージェイズ       | 32勝28敗・勝率.533     | AL東地区3位＝ワイルドカード | ワイルドカードシリーズ（WCS）敗退 | 0勝2敗 | －     | －     |
| 8        | 16       | ミルウォーキー・ブルワーズ     | 29勝31敗・勝率.483     | NL中地区4位＝ワイルドカード | ワイルドカードシリーズ（WCS）敗退 | 0勝2敗 | －     | －     |

※1  シーズン60試合の勝敗が同じ、かつこの年の直接対決がない場合は、それぞれの球団が同地区他球団相手に残した成績が決め手となる。アスレチックスがアメリカンリーグ西地区4球団相手に26勝14敗・勝率.650だったのに対し、ツインズはアメリカンリーグ中地区4球団相手に23勝17敗・勝率.575だったので、アスレチックスが上位となる。
※2  シーズン60試合の勝敗が同じ場合、直接対決の成績で地区順位が決まる。インディアンスとホワイトソックスはこの年10試合で対戦し、インディアンスが8勝2敗で勝ち越したため、インディアンスが2位でホワイトソックスが3位となる。
10月17日にまずレイズがワールドシリーズ進出を決めた。しかしこの時点では、ナショナルリーグのリーグ優勝決定戦が未決着だった。対戦していたのは、優先順位がレイズより上のドジャースと、レイズより下のブレーブスである。したがって、レイズとナショナルリーグ優勝球団のどちらにアドバンテージが与えられるかは、まだ決まらなかった。翌18日、ドジャースがリーグ優勝を果たし、アドバンテージがドジャースへ与えられることとなった。

## 両チームの過去の対戦
ワールドシリーズでこの2球団が対戦するのは、今回が初めてである。レギュラーシーズン中のインターリーグでは、レイズが "タンパベイ・デビルレイズ" として創設された1998年以降の23年間で計17試合が行われ、ドジャースが10勝7敗で勝ち越している。直近では2019年、5月にはレイズの本拠地トロピカーナ・フィールドで、9月にはドジャースの本拠地ドジャー・スタジアムで、それぞれ2連戦ずつが組まれ、いずれも1勝1敗の五分だった。

## ロースター
両チームの出場選手登録（ロースター）は以下の通り。
- 名前の横の＃はレギュラーシーズン開幕後に入団した選手を、◎はリーグ優勝決定戦MVP受賞者を示す。
- 年齢は今シリーズ開幕時点でのもの。

| タンパベイ・レイズ | タンパベイ・レイズ | タンパベイ・レイズ | タンパベイ・レイズ       | タンパベイ・レイズ | タンパベイ・レイズ | タンパベイ・レイズ | タンパベイ・レイズ   | タンパベイ・レイズ   | ロサンゼルス・ドジャース | ロサンゼルス・ドジャース | ロサンゼルス・ドジャース | ロサンゼルス・ドジャース | ロサンゼルス・ドジャース | ロサンゼルス・ドジャース | ロサンゼルス・ドジャース | ロサンゼルス・ドジャース | ロサンゼルス・ドジャース |
| 守備位置           | 背番号             | 出身               | 選手                     | 投                 | 打                 | 年齢               | ワールドシリーズ経験 | ワールドシリーズ経験 | 守備位置                 | 背番号                   | 出身                     | 選手                     | 投                       | 打                       | 年齢                     | ワールドシリーズ経験     | ワールドシリーズ経験     |
| 守備位置           | 背番号             | 出身               | 選手                     | 投                 | 打                 | 年齢               | 出場                 | 優勝                 | 守備位置                 | 背番号                   | 出身                     | 選手                     | 投                       | 打                       | 年齢                     | 出場                     | 優勝                     |
| ------------------ | ------------------ | ------------------ | ------------------------ | ------------------ | ------------------ | ------------------ | -------------------- | -------------------- | ------------------------ | ------------------------ | ------------------------ | ------------------------ | ------------------------ | ------------------------ | ------------------------ | ------------------------ | ------------------------ |
| 投手               | 70                 | アメリカ合衆国の旗 | ニック・アンダーソン     | 右                 | 右                 | 30                 | 初                   | なし                 | 投手                     | 52                       | ドミニカ共和国の旗       | ペドロ・バエズ           | 右                       | 右                       | 32                       | 2年ぶり2回目             | なし                     |
| 投手               | 63                 | ドミニカ共和国の旗 | ディエゴ・カスティーヨ   | 右                 | 右                 | 26                 | 初                   | なし                 | 投手                     | 21                       | アメリカ合衆国の旗       | ウォーカー・ビューラー   | 右                       | 右                       | 26                       | 2年ぶり2回目             | なし                     |
| 投手               | 84                 | アメリカ合衆国の旗 | ジョン・カーティス       | 右                 | 右                 | 27                 | 初                   | なし                 | 投手                     | 51                       | アメリカ合衆国の旗       | ディラン・フローロ       | 右                       | 左                       | 29                       | 2年ぶり2回目             | なし                     |
| 投手               | 29                 | アメリカ合衆国の旗 | ピート・フェアバンクス   | 右                 | 右                 | 26                 | 初                   | なし                 | 投手                     | 46                       | アメリカ合衆国の旗       | トニー・ゴンソリン       | 右                       | 右                       | 26                       | 初                       | なし                     |
| 投手               | 61                 | アメリカ合衆国の旗 | ジョシュ・フレミング     | 左                 | 右                 | 24                 | 初                   | なし                 | 投手                     | 81                       | メキシコの旗             | ビクトル・ゴンサレス     | 左                       | 左                       | 24                       | 初                       | なし                     |
| 投手               | 20                 | アメリカ合衆国の旗 | タイラー・グラスノー     | 右                 | 左                 | 27                 | 初                   | なし                 | 投手                     | 48                       | ベネズエラの旗           | ブルスダー・グラテロル   | 右                       | 右                       | 22                       | 初                       | なし                     |
| 投手               | 15                 | アメリカ合衆国の旗 | アーロン・ループ         | 左                 | 左                 | 32                 | 初                   | なし                 | 投手                     | 74                       | キュラソー島の旗         | ケンリー・ジャンセン     | 右                       | 両                       | 33                       | 2年ぶり3回目             | なし                     |
| 投手               | 62                 | アメリカ合衆国の旗 | シェーン・マクラナハン   | 左                 | 左                 | 23                 | 初                   | なし                 | 投手                     | 17                       | アメリカ合衆国の旗       | ジョー・ケリー           | 右                       | 右                       | 32                       | 2年ぶり3回目             | 1回                      |
| 投手               | 50                 | アメリカ合衆国の旗 | チャーリー・モートン     | 右                 | 右                 | 36                 | 3年ぶり2回目         | 1回                  | 投手                     | 22                       | アメリカ合衆国の旗       | クレイトン・カーショウ   | 左                       | 左                       | 32                       | 2年ぶり3回目             | なし                     |
| 投手               | 71                 | アメリカ合衆国の旗 | ライアン・シェリフ       | 左                 | 左                 | 30                 | 初                   | なし                 | 投手                     | 56                       | アメリカ合衆国の旗       | アダム・コラレック       | 左                       | 左                       | 31                       | 初                       | なし                     |
| 投手               | 4                  | アメリカ合衆国の旗 | ブレイク・スネル         | 左                 | 左                 | 27                 | 初                   | なし                 | 投手                     | 85                       | アメリカ合衆国の旗       | ダスティン・メイ         | 右                       | 右                       | 23                       | 初                       | なし                     |
| 投手               | 81                 | アメリカ合衆国の旗 | ライアン・トンプソン     | 右                 | 右                 | 28                 | 初                   | なし                 | 投手                     | 41                       | アメリカ合衆国の旗       | ジェイク・マギー         | 左                       | 左                       | 34                       | 初                       | なし                     |
| 投手               | 48                 | アメリカ合衆国の旗 | ライアン・ヤーブロー     | 左                 | 右                 | 28                 | 初                   | なし                 | 投手                     | 49                       | アメリカ合衆国の旗       | ブレイク・トレイネン     | 右                       | 右                       | 32                       | 初                       | なし                     |
| 捕手               | 7                  | プエルトリコの旗   | マイケル・ペレス         | 右                 | 左                 | 28                 | 初                   | なし                 | 投手                     | 7                        | メキシコの旗             | フリオ・ウリアス         | 左                       | 左                       | 24                       | 2年ぶり2回目             | なし                     |
| 捕手               | 10                 | アメリカ合衆国の旗 | マイク・ズニーノ         | 右                 | 右                 | 29                 | 初                   | なし                 | 投手                     | 57                       | アメリカ合衆国の旗       | アレックス・ウッド       | 左                       | 右                       | 29                       | 2年ぶり3回目             | なし                     |
| 内野手             | 1                  | ドミニカ共和国の旗 | ウィリー・アダメス       | 右                 | 右                 | 25                 | 初                   | なし                 | 捕手                     | 15                       | アメリカ合衆国の旗       | オースティン・バーンズ   | 右                       | 右                       | 30                       | 2年ぶり3回目             | なし                     |
| 内野手             | 43                 | アメリカ合衆国の旗 | マイク・ブロッソー       | 右                 | 右                 | 26                 | 初                   | なし                 | 捕手                     | 16                       | アメリカ合衆国の旗       | ウィル・スミス           | 右                       | 右                       | 25                       | 初                       | なし                     |
| 内野手             | 26                 | 大韓民国の旗       | 崔志萬                   | 右                 | 左                 | 29                 | 初                   | なし                 | 内野手                   | 45                       | アメリカ合衆国の旗       | マット・ベイティ         | 右                       | 左                       | 27                       | 初                       | なし                     |
| 内野手             | 2                  | キューバの旗       | ヤンディ・ディアス       | 右                 | 右                 | 29                 | 初                   | なし                 | 内野手                   | 14                       | プエルトリコの旗         | エンリケ・ヘルナンデス   | 右                       | 右                       | 29                       | 2年ぶり3回目             | なし                     |
| 内野手             | 8                  | アメリカ合衆国の旗 | ブランドン・ロウ         | 右                 | 左                 | 26                 | 初                   | なし                 | 内野手                   | 13                       | アメリカ合衆国の旗       | マックス・マンシー       | 右                       | 左                       | 30                       | 2年ぶり2回目             | なし                     |
| 内野手             | 18                 | アメリカ合衆国の旗 | ジョーイ・ウェンドル     | 右                 | 左                 | 30                 | 初                   | なし                 | 内野手                   | 43                       | プエルトリコの旗         | エドウィン・リオス       | 右                       | 左                       | 26                       | 初                       | なし                     |
| 外野手             | 56                 | キューバの旗       | ランディ・アロサレーナ◎  | 右                 | 右                 | 25                 | 初                   | なし                 | 内野手                   | 5                        | アメリカ合衆国の旗       | コーリー・シーガー◎      | 右                       | 左                       | 26                       | 3年ぶり2回目             | なし                     |
| 外野手             | 39                 | アメリカ合衆国の旗 | ケビン・キアマイアー     | 右                 | 左                 | 30                 | 初                   | なし                 | 内野手                   | 10                       | アメリカ合衆国の旗       | ジャスティン・ターナー   | 右                       | 右                       | 35                       | 2年ぶり3回目             | なし                     |
| 外野手             | 13                 | ドミニカ共和国の旗 | マニュエル・マーゴット   | 右                 | 右                 | 26                 | 初                   | なし                 | 外野手                   | 35                       | アメリカ合衆国の旗       | コディ・ベリンジャー     | 左                       | 左                       | 25                       | 2年ぶり3回目             | なし                     |
| 外野手             | 17                 | アメリカ合衆国の旗 | オースティン・メドウズ   | 左                 | 左                 | 25                 | 初                   | なし                 | 外野手                   | 50                       | アメリカ合衆国の旗       | ムーキー・ベッツ         | 右                       | 右                       | 28                       | 2年ぶり2回目             | 1回                      |
| 外野手             | 14                 | アメリカ合衆国の旗 | ブレット・フィリップス＃ | 右                 | 左                 | 26                 | 初                   | なし                 | 外野手                   | 31                       | アメリカ合衆国の旗       | ジョク・ピーダーソン     | 左                       | 左                       | 28                       | 2年ぶり3回目             | なし                     |
| 外野手             | 11                 | アメリカ合衆国の旗 | ハンター・レンフロー     | 右                 | 右                 | 28                 | 初                   | なし                 | 外野手                   | 11                       | アメリカ合衆国の旗       | A.J.ポロック             | 右                       | 右                       | 32                       | 初                       | なし                     |
| 外野手             | 25                 | 日本の旗           | 筒香嘉智                 | 右                 | 左                 | 28                 | 初                   | なし                 | 外野手                   | 3                        | アメリカ合衆国の旗       | クリス・テイラー         | 右                       | 右                       | 30                       | 2年ぶり3回目             | なし                     |

レイズはリーグ優勝決定戦のロースターから、いずれも救援投手の左腕ホセ・アルバラードと右腕アーロン・スレガーズに替えて、外野手ブレット・フィリップスと左の救援投手ライアン・シェリフを加えた。リーグ優勝決定戦が休養日なしの7連戦だったのに対して、ワールドシリーズでは第2戦後と第5戦後に休養日が設けられている。したがって投手の数自体は減らす余裕があるが、ドジャースがコディ・ベリンジャーやコーリー・シーガーら左の強打者を複数擁することから、救援左腕の数は5人のままとなった。アルバラードが8月に肩を痛めたことを考えると、シェリフのほうがイニングまたぎなどの柔軟な起用をしやすいため、シェリフは今ポストシーズンで登板機会がなかったにもかかわらず抜擢された。外野陣では、正中堅手ケビン・キアマイアーがリーグ優勝決定戦の第3戦で手に死球を受け、翌日から3試合続けて先発ラインナップを外れていた。監督のケビン・キャッシュは、キアマイアーの回復具合は良好だと話すが、もし悪化した場合はフィリップスに代役の働きが期待される。一方のドジャースは、リーグ優勝決定戦からのロースター変更はない。

## 開幕前の予想
ESPNが自社の記者15人にどちらがシリーズを制するか予想させたところ、ドジャース勝利予想が10人に対しレイズ勝利予想が5人という結果となった。CBSスポーツも同様の企画を記者6人で実施し、こちらでは6人中5人がドジャースを支持した。『USAトゥデイ』の企画でも、同じく6人中5人がドジャースを支持した。『スポーツ・イラストレイテッド』の企画では、5人中ドジャース支持が3人、レイズ支持がふたりに分かれた。『ダラス・モーニングニュース』の企画では、記者・コラムニスト4人のうちレイズ支持がひとりいたものの、残りの3人はドジャース勝利と予想した。

## 試合結果
2020年のワールドシリーズは10月20日に開幕し、途中に休養日を挟んで8日間で6試合が行われた。日程・結果は以下の通り。
| 日付                                                     | 試合  | 先攻球団                 | スコア | 後攻球団                 | 開催球場                   | 開催球場 |
| -------------------------------------------------------- | ----- | ------------------------ | ------ | ------------------------ | -------------------------- | --- |
| 10月20日（火）                                           | 第1戦 | タンパベイ・レイズ       | 3－8   | ロサンゼルス・ドジャース | グローブライフ・フィールド | 開催地 · グローブライフ・ · フィールドレイズ本拠地 · トロピカーナ・ · フィールドドジャース本拠地 · ドジャー・ · スタジアム |
| 10月21日（水）                                           | 第2戦 | タンパベイ・レイズ       | 6－4   | ロサンゼルス・ドジャース | グローブライフ・フィールド | 開催地 · グローブライフ・ · フィールドレイズ本拠地 · トロピカーナ・ · フィールドドジャース本拠地 · ドジャー・ · スタジアム |
| 10月22日（木）                                           |       | 休養日                   | 休養日 | 休養日                   | グローブライフ・フィールド | 開催地 · グローブライフ・ · フィールドレイズ本拠地 · トロピカーナ・ · フィールドドジャース本拠地 · ドジャー・ · スタジアム |
| 10月23日（金）                                           | 第3戦 | ロサンゼルス・ドジャース | 6－2   | タンパベイ・レイズ       | グローブライフ・フィールド | 開催地 · グローブライフ・ · フィールドレイズ本拠地 · トロピカーナ・ · フィールドドジャース本拠地 · ドジャー・ · スタジアム |
| 10月24日（土）                                           | 第4戦 | ロサンゼルス・ドジャース | 7－8x  | タンパベイ・レイズ       | グローブライフ・フィールド | 開催地 · グローブライフ・ · フィールドレイズ本拠地 · トロピカーナ・ · フィールドドジャース本拠地 · ドジャー・ · スタジアム |
| 10月25日（日）                                           | 第5戦 | ロサンゼルス・ドジャース | 4－2   | タンパベイ・レイズ       | グローブライフ・フィールド | 開催地 · グローブライフ・ · フィールドレイズ本拠地 · トロピカーナ・ · フィールドドジャース本拠地 · ドジャー・ · スタジアム |
| 10月26日（月）                                           |       | 休養日                   | 休養日 | 休養日                   | グローブライフ・フィールド | 開催地 · グローブライフ・ · フィールドレイズ本拠地 · トロピカーナ・ · フィールドドジャース本拠地 · ドジャー・ · スタジアム |
| 10月27日（火）                                           | 第6戦 | タンパベイ・レイズ       | 1－3   | ロサンゼルス・ドジャース | グローブライフ・フィールド | 開催地 · グローブライフ・ · フィールドレイズ本拠地 · トロピカーナ・ · フィールドドジャース本拠地 · ドジャー・ · スタジアム |
| 優勝：ロサンゼルス・ドジャース（4勝2敗 / 32年ぶり7度目） |       |                          |        |                          |                            | 開催地 · グローブライフ・ · フィールドレイズ本拠地 · トロピカーナ・ · フィールドドジャース本拠地 · ドジャー・ · スタジアム |

### 第1戦 10月20日
- グローブライフ・フィールド（テキサス州アーリントン）

|                          | 1 | 2 | 3 | 4 | 5 | 6 | 7 | 8 | 9 | R | H  | E |
| ------------------------ | - | - | - | - | - | - | - | - | - | - | -- | - |
| タンパベイ・レイズ       | 0 | 0 | 0 | 0 | 1 | 0 | 2 | 0 | 0 | 3 | 6  | 0 |
| ロサンゼルス・ドジャース | 0 | 0 | 0 | 2 | 4 | 2 | 0 | 0 | X | 8 | 10 | 0 |

1. 勝利：クレイトン・カーショウ（1勝）
2. 敗戦：タイラー・グラスノー（1敗）
3. 本塁打
TB：ケビン・キアマイアー1号ソロ
LAD：コディ・ベリンジャー1号2ラン、ムーキー・ベッツ1号ソロ
4. 審判
［球審］ラス・ディアス
［塁審］一塁: ビル・ミラー、二塁: クリス・グッチオーネ、三塁: マービン・ハドソン
［外審］左翼: ジェリー・ミールズ、右翼: マーク・カールソン
5. 試合開始時刻: 中部夏時間（UTC-5）午後7時11分  試合時間: 3時間24分  観客: 1万1388人  気温: 82°F（27.8°C）
詳細: MLB.com Gameday / ESPN.com / Baseball-Reference.com / FanGraphs

| タンパベイ・レイズ | タンパベイ・レイズ | タンパベイ・レイズ | タンパベイ・レイズ | タンパベイ・レイズ | ロサンゼルス・ドジャース | ロサンゼルス・ドジャース | ロサンゼルス・ドジャース | ロサンゼルス・ドジャース | ロサンゼルス・ドジャース                                                                                             |
| ------------------ | ------------------ | ------------------ | ------------------ | --- | ------------------------ | ------------------------ | ------------------------ | ------------------------ | --- |
| 打順               | 守備               | 選手               | 打席               | T・グラスノーM・ズニーノY・ディアスB・ロウJ・ウェンドルW・アダメスM・マーゴットK・キアマイアーH・レンフローR・アロサレーナ | 打順                     | 守備                     | 選手                     | 打席                     | C・カーショウA・バーンズM・マンシーC・テイラーJ・ターナーC・シーガーJ・ピーダーソンC・ベリンジャーM・ベッツW・スミス |
| 1                  | 一                 | Y・ディアス        | 右                 | T・グラスノーM・ズニーノY・ディアスB・ロウJ・ウェンドルW・アダメスM・マーゴットK・キアマイアーH・レンフローR・アロサレーナ | 1                        | 右                       | M・ベッツ                | 右                       | C・カーショウA・バーンズM・マンシーC・テイラーJ・ターナーC・シーガーJ・ピーダーソンC・ベリンジャーM・ベッツW・スミス |
| 2                  | 二                 | B・ロウ            | 左                 | T・グラスノーM・ズニーノY・ディアスB・ロウJ・ウェンドルW・アダメスM・マーゴットK・キアマイアーH・レンフローR・アロサレーナ | 2                        | 遊                       | C・シーガー              | 左                       | C・カーショウA・バーンズM・マンシーC・テイラーJ・ターナーC・シーガーJ・ピーダーソンC・ベリンジャーM・ベッツW・スミス |
| 3                  | DH                 | R・アロサレーナ    | 右                 | T・グラスノーM・ズニーノY・ディアスB・ロウJ・ウェンドルW・アダメスM・マーゴットK・キアマイアーH・レンフローR・アロサレーナ | 3                        | 三                       | J・ターナー              | 右                       | C・カーショウA・バーンズM・マンシーC・テイラーJ・ターナーC・シーガーJ・ピーダーソンC・ベリンジャーM・ベッツW・スミス |
| 4                  | 右                 | H・レンフロー      | 右                 | T・グラスノーM・ズニーノY・ディアスB・ロウJ・ウェンドルW・アダメスM・マーゴットK・キアマイアーH・レンフローR・アロサレーナ | 4                        | 一                       | M・マンシー              | 左                       | C・カーショウA・バーンズM・マンシーC・テイラーJ・ターナーC・シーガーJ・ピーダーソンC・ベリンジャーM・ベッツW・スミス |
| 5                  | 左                 | M・マーゴット      | 右                 | T・グラスノーM・ズニーノY・ディアスB・ロウJ・ウェンドルW・アダメスM・マーゴットK・キアマイアーH・レンフローR・アロサレーナ | 5                        | DH                       | W・スミス                | 右                       | C・カーショウA・バーンズM・マンシーC・テイラーJ・ターナーC・シーガーJ・ピーダーソンC・ベリンジャーM・ベッツW・スミス |
| 6                  | 三                 | J・ウェンドル      | 左                 | T・グラスノーM・ズニーノY・ディアスB・ロウJ・ウェンドルW・アダメスM・マーゴットK・キアマイアーH・レンフローR・アロサレーナ | 6                        | 中                       | C・ベリンジャー          | 左                       | C・カーショウA・バーンズM・マンシーC・テイラーJ・ターナーC・シーガーJ・ピーダーソンC・ベリンジャーM・ベッツW・スミス |
| 7                  | 遊                 | W・アダメス        | 右                 | T・グラスノーM・ズニーノY・ディアスB・ロウJ・ウェンドルW・アダメスM・マーゴットK・キアマイアーH・レンフローR・アロサレーナ | 7                        | 二                       | C・テイラー              | 右                       | C・カーショウA・バーンズM・マンシーC・テイラーJ・ターナーC・シーガーJ・ピーダーソンC・ベリンジャーM・ベッツW・スミス |
| 8                  | 中                 | K・キアマイアー    | 左                 | T・グラスノーM・ズニーノY・ディアスB・ロウJ・ウェンドルW・アダメスM・マーゴットK・キアマイアーH・レンフローR・アロサレーナ | 8                        | 左                       | J・ピーダーソン          | 左                       | C・カーショウA・バーンズM・マンシーC・テイラーJ・ターナーC・シーガーJ・ピーダーソンC・ベリンジャーM・ベッツW・スミス |
| 9                  | 捕                 | M・ズニーノ        | 右                 | T・グラスノーM・ズニーノY・ディアスB・ロウJ・ウェンドルW・アダメスM・マーゴットK・キアマイアーH・レンフローR・アロサレーナ | 9                        | 捕                       | A・バーンズ              | 右                       | C・カーショウA・バーンズM・マンシーC・テイラーJ・ターナーC・シーガーJ・ピーダーソンC・ベリンジャーM・ベッツW・スミス |
| 先発投手           | 先発投手           | 先発投手           | 投球               | T・グラスノーM・ズニーノY・ディアスB・ロウJ・ウェンドルW・アダメスM・マーゴットK・キアマイアーH・レンフローR・アロサレーナ | 先発投手                 | 先発投手                 | 先発投手                 | 投球                     | C・カーショウA・バーンズM・マンシーC・テイラーJ・ターナーC・シーガーJ・ピーダーソンC・ベリンジャーM・ベッツW・スミス |
| T・グラスノー      | T・グラスノー      | T・グラスノー      | 右                 | T・グラスノーM・ズニーノY・ディアスB・ロウJ・ウェンドルW・アダメスM・マーゴットK・キアマイアーH・レンフローR・アロサレーナ | C・カーショウ            | C・カーショウ            | C・カーショウ            | 左                       | C・カーショウA・バーンズM・マンシーC・テイラーJ・ターナーC・シーガーJ・ピーダーソンC・ベリンジャーM・ベッツW・スミス |

### 第2戦 10月21日
- グローブライフ・フィールド（テキサス州アーリントン）

|                          | 1 | 2 | 3 | 4 | 5 | 6 | 7 | 8 | 9 | R | H  | E |
| ------------------------ | - | - | - | - | - | - | - | - | - | - | -- | - |
| タンパベイ・レイズ       | 1 | 0 | 0 | 2 | 2 | 1 | 0 | 0 | 0 | 6 | 10 | 0 |
| ロサンゼルス・ドジャース | 0 | 0 | 0 | 0 | 2 | 1 | 0 | 1 | 0 | 4 | 5  | 1 |

1. 勝利：ニック・アンダーソン（1勝）
2. セーブ：ディエゴ・カスティーヨ（1S）
3. 敗戦：トニー・ゴンソリン（1敗）
4. 本塁打
TB：ブランドン・ロウ1号ソロ・2号2ラン
LAD：クリス・テイラー1号2ラン、ウィル・スミス1号ソロ、コーリー・シーガー1号ソロ
5. 審判
［球審］トッド・ティチェナー
［塁審］一塁: クリス・グッチオーネ、二塁: マービン・ハドソン、三塁: ジェリー・ミールズ
［外審］左翼: マーク・カールソン、右翼: ラス・ディアス
6. 試合開始時刻: 中部夏時間（UTC-5）午後7時8分  試合時間: 3時間40分  観客: 1万1472人  気温: 81°F（27.2°C）
詳細: MLB.com Gameday / ESPN.com / Baseball-Reference.com / FanGraphs

| タンパベイ・レイズ | タンパベイ・レイズ | タンパベイ・レイズ | タンパベイ・レイズ | タンパベイ・レイズ                                                                                              | ロサンゼルス・ドジャース | ロサンゼルス・ドジャース | ロサンゼルス・ドジャース | ロサンゼルス・ドジャース | ロサンゼルス・ドジャース                                                                                             |
| ------------------ | ------------------ | ------------------ | ------------------ | --- | ------------------------ | ------------------------ | ------------------------ | ------------------------ | --- |
| 打順               | 守備               | 選手               | 打席               | B・スネルM・ズニーノ崔志萬B・ロウJ・ウェンドルW・アダメスR・アロサレーナK・キアマイアーM・マーゴットA・メドウズ | 打順                     | 守備                     | 選手                     | 打席                     | T・ゴンソリンW・スミスM・マンシーE・ヘルナンデスJ・ターナーC・シーガーC・テイラーC・ベリンジャーM・ベッツA・ポロック |
| 1                  | DH                 | A・メドウズ        | 左                 | B・スネルM・ズニーノ崔志萬B・ロウJ・ウェンドルW・アダメスR・アロサレーナK・キアマイアーM・マーゴットA・メドウズ | 1                        | 右                       | M・ベッツ                | 右                       | T・ゴンソリンW・スミスM・マンシーE・ヘルナンデスJ・ターナーC・シーガーC・テイラーC・ベリンジャーM・ベッツA・ポロック |
| 2                  | 二                 | B・ロウ            | 左                 | B・スネルM・ズニーノ崔志萬B・ロウJ・ウェンドルW・アダメスR・アロサレーナK・キアマイアーM・マーゴットA・メドウズ | 2                        | 遊                       | C・シーガー              | 左                       | T・ゴンソリンW・スミスM・マンシーE・ヘルナンデスJ・ターナーC・シーガーC・テイラーC・ベリンジャーM・ベッツA・ポロック |
| 3                  | 左                 | R・アロサレーナ    | 右                 | B・スネルM・ズニーノ崔志萬B・ロウJ・ウェンドルW・アダメスR・アロサレーナK・キアマイアーM・マーゴットA・メドウズ | 3                        | 三                       | J・ターナー              | 右                       | T・ゴンソリンW・スミスM・マンシーE・ヘルナンデスJ・ターナーC・シーガーC・テイラーC・ベリンジャーM・ベッツA・ポロック |
| 4                  | 一                 | 崔志萬             | 左                 | B・スネルM・ズニーノ崔志萬B・ロウJ・ウェンドルW・アダメスR・アロサレーナK・キアマイアーM・マーゴットA・メドウズ | 4                        | 一                       | M・マンシー              | 左                       | T・ゴンソリンW・スミスM・マンシーE・ヘルナンデスJ・ターナーC・シーガーC・テイラーC・ベリンジャーM・ベッツA・ポロック |
| 5                  | 右                 | M・マーゴット      | 右                 | B・スネルM・ズニーノ崔志萬B・ロウJ・ウェンドルW・アダメスR・アロサレーナK・キアマイアーM・マーゴットA・メドウズ | 5                        | 捕                       | W・スミス                | 右                       | T・ゴンソリンW・スミスM・マンシーE・ヘルナンデスJ・ターナーC・シーガーC・テイラーC・ベリンジャーM・ベッツA・ポロック |
| 6                  | 三                 | J・ウェンドル      | 左                 | B・スネルM・ズニーノ崔志萬B・ロウJ・ウェンドルW・アダメスR・アロサレーナK・キアマイアーM・マーゴットA・メドウズ | 6                        | 中                       | C・ベリンジャー          | 左                       | T・ゴンソリンW・スミスM・マンシーE・ヘルナンデスJ・ターナーC・シーガーC・テイラーC・ベリンジャーM・ベッツA・ポロック |
| 7                  | 遊                 | W・アダメス        | 右                 | B・スネルM・ズニーノ崔志萬B・ロウJ・ウェンドルW・アダメスR・アロサレーナK・キアマイアーM・マーゴットA・メドウズ | 7                        | DH                       | A・ポロック              | 右                       | T・ゴンソリンW・スミスM・マンシーE・ヘルナンデスJ・ターナーC・シーガーC・テイラーC・ベリンジャーM・ベッツA・ポロック |
| 8                  | 中                 | K・キアマイアー    | 左                 | B・スネルM・ズニーノ崔志萬B・ロウJ・ウェンドルW・アダメスR・アロサレーナK・キアマイアーM・マーゴットA・メドウズ | 8                        | 二                       | E・ヘルナンデス          | 右                       | T・ゴンソリンW・スミスM・マンシーE・ヘルナンデスJ・ターナーC・シーガーC・テイラーC・ベリンジャーM・ベッツA・ポロック |
| 9                  | 捕                 | M・ズニーノ        | 右                 | B・スネルM・ズニーノ崔志萬B・ロウJ・ウェンドルW・アダメスR・アロサレーナK・キアマイアーM・マーゴットA・メドウズ | 9                        | 左                       | C・テイラー              | 右                       | T・ゴンソリンW・スミスM・マンシーE・ヘルナンデスJ・ターナーC・シーガーC・テイラーC・ベリンジャーM・ベッツA・ポロック |
| 先発投手           | 先発投手           | 先発投手           | 投球               | B・スネルM・ズニーノ崔志萬B・ロウJ・ウェンドルW・アダメスR・アロサレーナK・キアマイアーM・マーゴットA・メドウズ | 先発投手                 | 先発投手                 | 先発投手                 | 投球                     | T・ゴンソリンW・スミスM・マンシーE・ヘルナンデスJ・ターナーC・シーガーC・テイラーC・ベリンジャーM・ベッツA・ポロック |
| B・スネル          | B・スネル          | B・スネル          | 左                 | B・スネルM・ズニーノ崔志萬B・ロウJ・ウェンドルW・アダメスR・アロサレーナK・キアマイアーM・マーゴットA・メドウズ | T・ゴンソリン            | T・ゴンソリン            | T・ゴンソリン            | 右                       | T・ゴンソリンW・スミスM・マンシーE・ヘルナンデスJ・ターナーC・シーガーC・テイラーC・ベリンジャーM・ベッツA・ポロック |

### 第3戦 10月23日
- グローブライフ・フィールド（テキサス州アーリントン）

|                          | 1 | 2 | 3 | 4 | 5 | 6 | 7 | 8 | 9 | R | H  | E |
| ------------------------ | - | - | - | - | - | - | - | - | - | - | -- | - |
| ロサンゼルス・ドジャース | 1 | 0 | 2 | 2 | 0 | 1 | 0 | 0 | 0 | 6 | 10 | 0 |
| タンパベイ・レイズ       | 0 | 0 | 0 | 0 | 1 | 0 | 0 | 0 | 1 | 2 | 4  | 0 |

1. 勝利：ウォーカー・ビューラー（1勝）
2. 敗戦：チャーリー・モートン（1敗）
3. 本塁打
LAD：ジャスティン・ターナー1号ソロ、オースティン・バーンズ1号ソロ
TB：ランディ・アロサレーナ1号ソロ
4. 審判
［球審］ビル・ミラー
［塁審］一塁: マービン・ハドソン、二塁: ジェリー・ミールズ、三塁: マーク・カールソン
［外審］左翼: ラス・ディアス、右翼: トッド・ティチェナー
5. 試合開始時刻: 中部夏時間（UTC-5）午後7時8分  試合時間: 3時間14分  観客: 1万1447人  気温: 74°F（23.3°C）
詳細: MLB.com Gameday / ESPN.com / Baseball-Reference.com / FanGraphs

| ロサンゼルス・ドジャース | ロサンゼルス・ドジャース | ロサンゼルス・ドジャース | ロサンゼルス・ドジャース | ロサンゼルス・ドジャース                                                                                             | タンパベイ・レイズ | タンパベイ・レイズ | タンパベイ・レイズ | タンパベイ・レイズ | タンパベイ・レイズ                                                                                                |
| ------------------------ | ------------------------ | ------------------------ | ------------------------ | --- | ------------------ | ------------------ | ------------------ | ------------------ | --- |
| 打順                     | 守備                     | 選手                     | 打席                     | W・ビューラーA・バーンズM・マンシーC・テイラーJ・ターナーC・シーガーJ・ピーダーソンC・ベリンジャーM・ベッツW・スミス | 打順               | 守備               | 選手               | 打席               | C・モートンM・ズニーノ崔志萬B・ロウJ・ウェンドルW・アダメスR・アロサレーナK・キアマイアーM・マーゴットA・メドウズ |
| 1                        | 右                       | M・ベッツ                | 右                       | W・ビューラーA・バーンズM・マンシーC・テイラーJ・ターナーC・シーガーJ・ピーダーソンC・ベリンジャーM・ベッツW・スミス | 1                  | DH                 | A・メドウズ        | 左                 | C・モートンM・ズニーノ崔志萬B・ロウJ・ウェンドルW・アダメスR・アロサレーナK・キアマイアーM・マーゴットA・メドウズ |
| 2                        | 遊                       | C・シーガー              | 左                       | W・ビューラーA・バーンズM・マンシーC・テイラーJ・ターナーC・シーガーJ・ピーダーソンC・ベリンジャーM・ベッツW・スミス | 2                  | 二                 | B・ロウ            | 左                 | C・モートンM・ズニーノ崔志萬B・ロウJ・ウェンドルW・アダメスR・アロサレーナK・キアマイアーM・マーゴットA・メドウズ |
| 3                        | 三                       | J・ターナー              | 右                       | W・ビューラーA・バーンズM・マンシーC・テイラーJ・ターナーC・シーガーJ・ピーダーソンC・ベリンジャーM・ベッツW・スミス | 3                  | 左                 | R・アロサレーナ    | 右                 | C・モートンM・ズニーノ崔志萬B・ロウJ・ウェンドルW・アダメスR・アロサレーナK・キアマイアーM・マーゴットA・メドウズ |
| 4                        | 一                       | M・マンシー              | 左                       | W・ビューラーA・バーンズM・マンシーC・テイラーJ・ターナーC・シーガーJ・ピーダーソンC・ベリンジャーM・ベッツW・スミス | 4                  | 一                 | 崔志萬             | 左                 | C・モートンM・ズニーノ崔志萬B・ロウJ・ウェンドルW・アダメスR・アロサレーナK・キアマイアーM・マーゴットA・メドウズ |
| 5                        | DH                       | W・スミス                | 右                       | W・ビューラーA・バーンズM・マンシーC・テイラーJ・ターナーC・シーガーJ・ピーダーソンC・ベリンジャーM・ベッツW・スミス | 5                  | 右                 | M・マーゴット      | 右                 | C・モートンM・ズニーノ崔志萬B・ロウJ・ウェンドルW・アダメスR・アロサレーナK・キアマイアーM・マーゴットA・メドウズ |
| 6                        | 中                       | C・ベリンジャー          | 左                       | W・ビューラーA・バーンズM・マンシーC・テイラーJ・ターナーC・シーガーJ・ピーダーソンC・ベリンジャーM・ベッツW・スミス | 6                  | 三                 | J・ウェンドル      | 左                 | C・モートンM・ズニーノ崔志萬B・ロウJ・ウェンドルW・アダメスR・アロサレーナK・キアマイアーM・マーゴットA・メドウズ |
| 7                        | 二                       | C・テイラー              | 右                       | W・ビューラーA・バーンズM・マンシーC・テイラーJ・ターナーC・シーガーJ・ピーダーソンC・ベリンジャーM・ベッツW・スミス | 7                  | 遊                 | W・アダメス        | 右                 | C・モートンM・ズニーノ崔志萬B・ロウJ・ウェンドルW・アダメスR・アロサレーナK・キアマイアーM・マーゴットA・メドウズ |
| 8                        | 左                       | J・ピーダーソン          | 左                       | W・ビューラーA・バーンズM・マンシーC・テイラーJ・ターナーC・シーガーJ・ピーダーソンC・ベリンジャーM・ベッツW・スミス | 8                  | 中                 | K・キアマイアー    | 左                 | C・モートンM・ズニーノ崔志萬B・ロウJ・ウェンドルW・アダメスR・アロサレーナK・キアマイアーM・マーゴットA・メドウズ |
| 9                        | 捕                       | A・バーンズ              | 右                       | W・ビューラーA・バーンズM・マンシーC・テイラーJ・ターナーC・シーガーJ・ピーダーソンC・ベリンジャーM・ベッツW・スミス | 9                  | 捕                 | M・ズニーノ        | 右                 | C・モートンM・ズニーノ崔志萬B・ロウJ・ウェンドルW・アダメスR・アロサレーナK・キアマイアーM・マーゴットA・メドウズ |
| 先発投手                 | 先発投手                 | 先発投手                 | 投球                     | W・ビューラーA・バーンズM・マンシーC・テイラーJ・ターナーC・シーガーJ・ピーダーソンC・ベリンジャーM・ベッツW・スミス | 先発投手           | 先発投手           | 先発投手           | 投球               | C・モートンM・ズニーノ崔志萬B・ロウJ・ウェンドルW・アダメスR・アロサレーナK・キアマイアーM・マーゴットA・メドウズ |
| W・ビューラー            | W・ビューラー            | W・ビューラー            | 右                       | W・ビューラーA・バーンズM・マンシーC・テイラーJ・ターナーC・シーガーJ・ピーダーソンC・ベリンジャーM・ベッツW・スミス | C・モートン        | C・モートン        | C・モートン        | 右                 | C・モートンM・ズニーノ崔志萬B・ロウJ・ウェンドルW・アダメスR・アロサレーナK・キアマイアーM・マーゴットA・メドウズ |

### 第4戦 10月24日
- グローブライフ・フィールド（テキサス州アーリントン）

|                          | 1 | 2 | 3 | 4 | 5 | 6 | 7 | 8 | 9  | R | H  | E |
| ------------------------ | - | - | - | - | - | - | - | - | -- | - | -- | - |
| ロサンゼルス・ドジャース | 1 | 0 | 1 | 0 | 1 | 1 | 2 | 1 | 0  | 7 | 15 | 2 |
| タンパベイ・レイズ       | 0 | 0 | 0 | 1 | 1 | 3 | 1 | 0 | 2x | 8 | 10 | 0 |

1. 勝利：ジョン・カーティス（1勝）
2. 敗戦：ケンリー・ジャンセン（1敗）
3. 本塁打
LAD：ジャスティン・ターナー2号ソロ、コーリー・シーガー2号ソロ
TB：ランディ・アロサレーナ2号ソロ、ハンター・レンフロー1号ソロ、ブランドン・ロウ3号3ラン、ケビン・キアマイアー2号ソロ
4. 審判
［球審］クリス・グッチオーネ
［塁審］一塁: ジェリー・ミールズ、二塁: マーク・カールソン、三塁: ラス・ディアス
［外審］左翼: トッド・ティチェナー、右翼: ビル・ミラー
5. 試合開始時刻: 中部夏時間（UTC-5）午後7時9分  試合時間: 4時間10分  観客: 1万1441人  気温: 57°F（13.9°C）
詳細: MLB.com Gameday / ESPN.com / Baseball-Reference.com / FanGraphs

| ロサンゼルス・ドジャース | ロサンゼルス・ドジャース | ロサンゼルス・ドジャース | ロサンゼルス・ドジャース | ロサンゼルス・ドジャース                                                                                           | タンパベイ・レイズ | タンパベイ・レイズ | タンパベイ・レイズ | タンパベイ・レイズ | タンパベイ・レイズ |
| ------------------------ | ------------------------ | ------------------------ | ------------------------ | --- | ------------------ | ------------------ | ------------------ | ------------------ | --- |
| 打順                     | 守備                     | 選手                     | 打席                     | J・ウリアスW・スミスM・マンシーE・ヘルナンデスJ・ターナーC・シーガーC・テイラーA・ポロックM・ベッツC・ベリンジャー | 打順               | 守備               | 選手               | 打席               | R・ヤーブローM・ズニーノY・ディアスB・ロウM・ブロッソーW・アダメスM・マーゴットK・キアマイアーH・レンフローR・アロサレーナ |
| 1                        | 右                       | M・ベッツ                | 右                       | J・ウリアスW・スミスM・マンシーE・ヘルナンデスJ・ターナーC・シーガーC・テイラーA・ポロックM・ベッツC・ベリンジャー | 1                  | 一                 | Y・ディアス        | 右                 | R・ヤーブローM・ズニーノY・ディアスB・ロウM・ブロッソーW・アダメスM・マーゴットK・キアマイアーH・レンフローR・アロサレーナ |
| 2                        | 遊                       | C・シーガー              | 左                       | J・ウリアスW・スミスM・マンシーE・ヘルナンデスJ・ターナーC・シーガーC・テイラーA・ポロックM・ベッツC・ベリンジャー | 2                  | DH                 | R・アロサレーナ    | 右                 | R・ヤーブローM・ズニーノY・ディアスB・ロウM・ブロッソーW・アダメスM・マーゴットK・キアマイアーH・レンフローR・アロサレーナ |
| 3                        | 三                       | J・ターナー              | 右                       | J・ウリアスW・スミスM・マンシーE・ヘルナンデスJ・ターナーC・シーガーC・テイラーA・ポロックM・ベッツC・ベリンジャー | 3                  | 三                 | M・ブロッソー      | 右                 | R・ヤーブローM・ズニーノY・ディアスB・ロウM・ブロッソーW・アダメスM・マーゴットK・キアマイアーH・レンフローR・アロサレーナ |
| 4                        | 一                       | M・マンシー              | 左                       | J・ウリアスW・スミスM・マンシーE・ヘルナンデスJ・ターナーC・シーガーC・テイラーA・ポロックM・ベッツC・ベリンジャー | 4                  | 左                 | M・マーゴット      | 右                 | R・ヤーブローM・ズニーノY・ディアスB・ロウM・ブロッソーW・アダメスM・マーゴットK・キアマイアーH・レンフローR・アロサレーナ |
| 5                        | 捕                       | W・スミス                | 右                       | J・ウリアスW・スミスM・マンシーE・ヘルナンデスJ・ターナーC・シーガーC・テイラーA・ポロックM・ベッツC・ベリンジャー | 5                  | 二                 | B・ロウ            | 左                 | R・ヤーブローM・ズニーノY・ディアスB・ロウM・ブロッソーW・アダメスM・マーゴットK・キアマイアーH・レンフローR・アロサレーナ |
| 6                        | DH                       | C・ベリンジャー          | 左                       | J・ウリアスW・スミスM・マンシーE・ヘルナンデスJ・ターナーC・シーガーC・テイラーA・ポロックM・ベッツC・ベリンジャー | 6                  | 遊                 | W・アダメス        | 右                 | R・ヤーブローM・ズニーノY・ディアスB・ロウM・ブロッソーW・アダメスM・マーゴットK・キアマイアーH・レンフローR・アロサレーナ |
| 7                        | 中                       | A・ポロック              | 右                       | J・ウリアスW・スミスM・マンシーE・ヘルナンデスJ・ターナーC・シーガーC・テイラーA・ポロックM・ベッツC・ベリンジャー | 7                  | 右                 | H・レンフロー      | 右                 | R・ヤーブローM・ズニーノY・ディアスB・ロウM・ブロッソーW・アダメスM・マーゴットK・キアマイアーH・レンフローR・アロサレーナ |
| 8                        | 左                       | C・テイラー              | 右                       | J・ウリアスW・スミスM・マンシーE・ヘルナンデスJ・ターナーC・シーガーC・テイラーA・ポロックM・ベッツC・ベリンジャー | 8                  | 捕                 | M・ズニーノ        | 右                 | R・ヤーブローM・ズニーノY・ディアスB・ロウM・ブロッソーW・アダメスM・マーゴットK・キアマイアーH・レンフローR・アロサレーナ |
| 9                        | 二                       | E・ヘルナンデス          | 右                       | J・ウリアスW・スミスM・マンシーE・ヘルナンデスJ・ターナーC・シーガーC・テイラーA・ポロックM・ベッツC・ベリンジャー | 9                  | 中                 | K・キアマイアー    | 左                 | R・ヤーブローM・ズニーノY・ディアスB・ロウM・ブロッソーW・アダメスM・マーゴットK・キアマイアーH・レンフローR・アロサレーナ |
| 先発投手                 | 先発投手                 | 先発投手                 | 投球                     | J・ウリアスW・スミスM・マンシーE・ヘルナンデスJ・ターナーC・シーガーC・テイラーA・ポロックM・ベッツC・ベリンジャー | 先発投手           | 先発投手           | 先発投手           | 投球               | R・ヤーブローM・ズニーノY・ディアスB・ロウM・ブロッソーW・アダメスM・マーゴットK・キアマイアーH・レンフローR・アロサレーナ |
| J・ウリアス              | J・ウリアス              | J・ウリアス              | 左                       | J・ウリアスW・スミスM・マンシーE・ヘルナンデスJ・ターナーC・シーガーC・テイラーA・ポロックM・ベッツC・ベリンジャー | R・ヤーブロー      | R・ヤーブロー      | R・ヤーブロー      | 左                 | R・ヤーブローM・ズニーノY・ディアスB・ロウM・ブロッソーW・アダメスM・マーゴットK・キアマイアーH・レンフローR・アロサレーナ |

### 第5戦 10月25日
- グローブライフ・フィールド（テキサス州アーリントン）

|                          | 1 | 2 | 3 | 4 | 5 | 6 | 7 | 8 | 9 | R | H | E |
| ------------------------ | - | - | - | - | - | - | - | - | - | - | - | - |
| ロサンゼルス・ドジャース | 2 | 1 | 0 | 0 | 1 | 0 | 0 | 0 | 0 | 4 | 6 | 1 |
| タンパベイ・レイズ       | 0 | 0 | 2 | 0 | 0 | 0 | 0 | 0 | 0 | 2 | 7 | 0 |

1. 勝利：クレイトン・カーショウ（2勝）
2. セーブ：ブレイク・トレイネン（1S）
3. 敗戦：タイラー・グラスノー（2敗）
4. 本塁打
LAD：ジョク・ピーダーソン1号ソロ、マックス・マンシー1号ソロ
5. 審判
［球審］マービン・ハドソン
［塁審］一塁: マーク・カールソン、二塁: ラス・ディアス、三塁: トッド・ティチェナー
［外審］左翼: ビル・ミラー、右翼: クリス・グッチオーネ
6. 試合開始時刻: 中部夏時間（UTC-5）午後7時8分  試合時間: 3時間30分  観客: 1万1437人  気温: 74°F（23.3°C）
詳細: MLB.com Gameday / ESPN.com / Baseball-Reference.com / FanGraphs

| ロサンゼルス・ドジャース | ロサンゼルス・ドジャース | ロサンゼルス・ドジャース | ロサンゼルス・ドジャース | ロサンゼルス・ドジャース                                                                                             | タンパベイ・レイズ | タンパベイ・レイズ | タンパベイ・レイズ | タンパベイ・レイズ | タンパベイ・レイズ |
| ------------------------ | ------------------------ | ------------------------ | ------------------------ | --- | ------------------ | ------------------ | ------------------ | ------------------ | --- |
| 打順                     | 守備                     | 選手                     | 打席                     | C・カーショウA・バーンズM・マンシーC・テイラーJ・ターナーC・シーガーJ・ピーダーソンC・ベリンジャーM・ベッツW・スミス | 打順               | 守備               | 選手               | 打席               | T・グラスノーM・ズニーノY・ディアスB・ロウJ・ウェンドルW・アダメスM・マーゴットK・キアマイアーH・レンフローR・アロサレーナ |
| 1                        | 右                       | M・ベッツ                | 右                       | C・カーショウA・バーンズM・マンシーC・テイラーJ・ターナーC・シーガーJ・ピーダーソンC・ベリンジャーM・ベッツW・スミス | 1                  | 一                 | Y・ディアス        | 右                 | T・グラスノーM・ズニーノY・ディアスB・ロウJ・ウェンドルW・アダメスM・マーゴットK・キアマイアーH・レンフローR・アロサレーナ |
| 2                        | 遊                       | C・シーガー              | 左                       | C・カーショウA・バーンズM・マンシーC・テイラーJ・ターナーC・シーガーJ・ピーダーソンC・ベリンジャーM・ベッツW・スミス | 2                  | DH                 | R・アロサレーナ    | 右                 | T・グラスノーM・ズニーノY・ディアスB・ロウJ・ウェンドルW・アダメスM・マーゴットK・キアマイアーH・レンフローR・アロサレーナ |
| 3                        | 三                       | J・ターナー              | 右                       | C・カーショウA・バーンズM・マンシーC・テイラーJ・ターナーC・シーガーJ・ピーダーソンC・ベリンジャーM・ベッツW・スミス | 3                  | 二                 | B・ロウ            | 左                 | T・グラスノーM・ズニーノY・ディアスB・ロウJ・ウェンドルW・アダメスM・マーゴットK・キアマイアーH・レンフローR・アロサレーナ |
| 4                        | 一                       | M・マンシー              | 左                       | C・カーショウA・バーンズM・マンシーC・テイラーJ・ターナーC・シーガーJ・ピーダーソンC・ベリンジャーM・ベッツW・スミス | 4                  | 左                 | M・マーゴット      | 右                 | T・グラスノーM・ズニーノY・ディアスB・ロウJ・ウェンドルW・アダメスM・マーゴットK・キアマイアーH・レンフローR・アロサレーナ |
| 5                        | DH                       | W・スミス                | 右                       | C・カーショウA・バーンズM・マンシーC・テイラーJ・ターナーC・シーガーJ・ピーダーソンC・ベリンジャーM・ベッツW・スミス | 5                  | 右                 | H・レンフロー      | 右                 | T・グラスノーM・ズニーノY・ディアスB・ロウJ・ウェンドルW・アダメスM・マーゴットK・キアマイアーH・レンフローR・アロサレーナ |
| 6                        | 中                       | C・ベリンジャー          | 左                       | C・カーショウA・バーンズM・マンシーC・テイラーJ・ターナーC・シーガーJ・ピーダーソンC・ベリンジャーM・ベッツW・スミス | 6                  | 三                 | J・ウェンドル      | 左                 | T・グラスノーM・ズニーノY・ディアスB・ロウJ・ウェンドルW・アダメスM・マーゴットK・キアマイアーH・レンフローR・アロサレーナ |
| 7                        | 二                       | C・テイラー              | 右                       | C・カーショウA・バーンズM・マンシーC・テイラーJ・ターナーC・シーガーJ・ピーダーソンC・ベリンジャーM・ベッツW・スミス | 7                  | 遊                 | W・アダメス        | 右                 | T・グラスノーM・ズニーノY・ディアスB・ロウJ・ウェンドルW・アダメスM・マーゴットK・キアマイアーH・レンフローR・アロサレーナ |
| 8                        | 左                       | J・ピーダーソン          | 左                       | C・カーショウA・バーンズM・マンシーC・テイラーJ・ターナーC・シーガーJ・ピーダーソンC・ベリンジャーM・ベッツW・スミス | 8                  | 中                 | K・キアマイアー    | 左                 | T・グラスノーM・ズニーノY・ディアスB・ロウJ・ウェンドルW・アダメスM・マーゴットK・キアマイアーH・レンフローR・アロサレーナ |
| 9                        | 捕                       | A・バーンズ              | 右                       | C・カーショウA・バーンズM・マンシーC・テイラーJ・ターナーC・シーガーJ・ピーダーソンC・ベリンジャーM・ベッツW・スミス | 9                  | 捕                 | M・ズニーノ        | 右                 | T・グラスノーM・ズニーノY・ディアスB・ロウJ・ウェンドルW・アダメスM・マーゴットK・キアマイアーH・レンフローR・アロサレーナ |
| 先発投手                 | 先発投手                 | 先発投手                 | 投球                     | C・カーショウA・バーンズM・マンシーC・テイラーJ・ターナーC・シーガーJ・ピーダーソンC・ベリンジャーM・ベッツW・スミス | 先発投手           | 先発投手           | 先発投手           | 投球               | T・グラスノーM・ズニーノY・ディアスB・ロウJ・ウェンドルW・アダメスM・マーゴットK・キアマイアーH・レンフローR・アロサレーナ |
| C・カーショウ            | C・カーショウ            | C・カーショウ            | 左                       | C・カーショウA・バーンズM・マンシーC・テイラーJ・ターナーC・シーガーJ・ピーダーソンC・ベリンジャーM・ベッツW・スミス | T・グラスノー      | T・グラスノー      | T・グラスノー      | 右                 | T・グラスノーM・ズニーノY・ディアスB・ロウJ・ウェンドルW・アダメスM・マーゴットK・キアマイアーH・レンフローR・アロサレーナ |

### 第6戦 10月27日
- グローブライフ・フィールド（テキサス州アーリントン）

|                          | 1 | 2 | 3 | 4 | 5 | 6 | 7 | 8 | 9 | R | H | E |
| ------------------------ | - | - | - | - | - | - | - | - | - | - | - | - |
| タンパベイ・レイズ       | 1 | 0 | 0 | 0 | 0 | 0 | 0 | 0 | 0 | 1 | 5 | 0 |
| ロサンゼルス・ドジャース | 0 | 0 | 0 | 0 | 0 | 2 | 0 | 1 | X | 3 | 5 | 0 |

1. 勝利：ビクトル・ゴンサレス（1勝）
2. セーブ：フリオ・ウリアス（1S）
3. 敗戦：ニック・アンダーソン（1勝1敗）
4. 本塁打
TB：ランディ・アロサレーナ3号ソロ
LAD：ムーキー・ベッツ2号ソロ
5. 審判
［球審］ジェリー・ミールズ
［塁審］一塁: ラス・ディアス、二塁: トッド・ティチェナー、三塁: ビル・ミラー
［外審］左翼: クリス・グッチオーネ、右翼: マービン・ハドソン
6. 試合開始時刻: 中部夏時間（UTC-5）午後7時9分  試合時間: 3時間28分  観客: 1万1437人  気温: 74°F（23.3°C）
詳細: MLB.com Gameday / ESPN.com / Baseball-Reference.com / FanGraphs

| タンパベイ・レイズ | タンパベイ・レイズ | タンパベイ・レイズ | タンパベイ・レイズ | タンパベイ・レイズ                                                                                              | ロサンゼルス・ドジャース | ロサンゼルス・ドジャース | ロサンゼルス・ドジャース | ロサンゼルス・ドジャース | ロサンゼルス・ドジャース                                                                                         |
| ------------------ | ------------------ | ------------------ | ------------------ | --- | ------------------------ | ------------------------ | ------------------------ | ------------------------ | --- |
| 打順               | 守備               | 選手               | 打席               | B・スネルM・ズニーノ崔志萬B・ロウJ・ウェンドルW・アダメスR・アロサレーナK・キアマイアーM・マーゴットA・メドウズ | 打順                     | 守備                     | 選手                     | 打席                     | T・ゴンソリンA・バーンズM・マンシーC・テイラーJ・ターナーC・シーガーA・ポロックC・ベリンジャーM・ベッツW・スミス |
| 1                  | 一                 | 崔志萬             | 左                 | B・スネルM・ズニーノ崔志萬B・ロウJ・ウェンドルW・アダメスR・アロサレーナK・キアマイアーM・マーゴットA・メドウズ | 1                        | 右                       | M・ベッツ                | 右                       | T・ゴンソリンA・バーンズM・マンシーC・テイラーJ・ターナーC・シーガーA・ポロックC・ベリンジャーM・ベッツW・スミス |
| 2                  | 左                 | R・アロサレーナ    | 右                 | B・スネルM・ズニーノ崔志萬B・ロウJ・ウェンドルW・アダメスR・アロサレーナK・キアマイアーM・マーゴットA・メドウズ | 2                        | 遊                       | C・シーガー              | 左                       | T・ゴンソリンA・バーンズM・マンシーC・テイラーJ・ターナーC・シーガーA・ポロックC・ベリンジャーM・ベッツW・スミス |
| 3                  | DH                 | A・メドウズ        | 左                 | B・スネルM・ズニーノ崔志萬B・ロウJ・ウェンドルW・アダメスR・アロサレーナK・キアマイアーM・マーゴットA・メドウズ | 3                        | 三                       | J・ターナー              | 右                       | T・ゴンソリンA・バーンズM・マンシーC・テイラーJ・ターナーC・シーガーA・ポロックC・ベリンジャーM・ベッツW・スミス |
| 4                  | 二                 | B・ロウ            | 左                 | B・スネルM・ズニーノ崔志萬B・ロウJ・ウェンドルW・アダメスR・アロサレーナK・キアマイアーM・マーゴットA・メドウズ | 4                        | 一                       | M・マンシー              | 左                       | T・ゴンソリンA・バーンズM・マンシーC・テイラーJ・ターナーC・シーガーA・ポロックC・ベリンジャーM・ベッツW・スミス |
| 5                  | 右                 | M・マーゴット      | 右                 | B・スネルM・ズニーノ崔志萬B・ロウJ・ウェンドルW・アダメスR・アロサレーナK・キアマイアーM・マーゴットA・メドウズ | 5                        | DH                       | W・スミス                | 右                       | T・ゴンソリンA・バーンズM・マンシーC・テイラーJ・ターナーC・シーガーA・ポロックC・ベリンジャーM・ベッツW・スミス |
| 6                  | 三                 | J・ウェンドル      | 左                 | B・スネルM・ズニーノ崔志萬B・ロウJ・ウェンドルW・アダメスR・アロサレーナK・キアマイアーM・マーゴットA・メドウズ | 6                        | 中                       | C・ベリンジャー          | 左                       | T・ゴンソリンA・バーンズM・マンシーC・テイラーJ・ターナーC・シーガーA・ポロックC・ベリンジャーM・ベッツW・スミス |
| 7                  | 遊                 | W・アダメス        | 右                 | B・スネルM・ズニーノ崔志萬B・ロウJ・ウェンドルW・アダメスR・アロサレーナK・キアマイアーM・マーゴットA・メドウズ | 7                        | 二                       | C・テイラー              | 右                       | T・ゴンソリンA・バーンズM・マンシーC・テイラーJ・ターナーC・シーガーA・ポロックC・ベリンジャーM・ベッツW・スミス |
| 8                  | 中                 | K・キアマイアー    | 左                 | B・スネルM・ズニーノ崔志萬B・ロウJ・ウェンドルW・アダメスR・アロサレーナK・キアマイアーM・マーゴットA・メドウズ | 8                        | 左                       | A・ポロック              | 右                       | T・ゴンソリンA・バーンズM・マンシーC・テイラーJ・ターナーC・シーガーA・ポロックC・ベリンジャーM・ベッツW・スミス |
| 9                  | 捕                 | M・ズニーノ        | 右                 | B・スネルM・ズニーノ崔志萬B・ロウJ・ウェンドルW・アダメスR・アロサレーナK・キアマイアーM・マーゴットA・メドウズ | 9                        | 捕                       | A・バーンズ              | 右                       | T・ゴンソリンA・バーンズM・マンシーC・テイラーJ・ターナーC・シーガーA・ポロックC・ベリンジャーM・ベッツW・スミス |
| 先発投手           | 先発投手           | 先発投手           | 投球               | B・スネルM・ズニーノ崔志萬B・ロウJ・ウェンドルW・アダメスR・アロサレーナK・キアマイアーM・マーゴットA・メドウズ | 先発投手                 | 先発投手                 | 先発投手                 | 投球                     | T・ゴンソリンA・バーンズM・マンシーC・テイラーJ・ターナーC・シーガーA・ポロックC・ベリンジャーM・ベッツW・スミス |
| B・スネル          | B・スネル          | B・スネル          | 左                 | B・スネルM・ズニーノ崔志萬B・ロウJ・ウェンドルW・アダメスR・アロサレーナK・キアマイアーM・マーゴットA・メドウズ | T・ゴンソリン            | T・ゴンソリン            | T・ゴンソリン            | 右                       | T・ゴンソリンA・バーンズM・マンシーC・テイラーJ・ターナーC・シーガーA・ポロックC・ベリンジャーM・ベッツW・スミス |

## テレビ中継

### アメリカ合衆国
アメリカ合衆国におけるテレビ中継はFOXが放送した。実況はジョー・バックが、解説はジョン・スモルツが、フィールドリポートはケン・ローゼンタールとトム・バードゥッチが、それぞれ務めた。また試合前にはケビン・バークハート進行のコーナーがあり、デビッド・オルティーズやアレックス・ロドリゲス、フランク・トーマスが出演して試合の見所などを語った。FOXがスポンサー企業に販売したCM放送枠の価格は30秒あたり37万5000ドルと推定される。
全6試合の平均視聴率は5.2%で、前年から2.9ポイント下降し、2012年の7.6%も下回って歴代最低となった。また、平均視聴者数は979万人と、史上初めて1000万人を下回った。シリーズを通しての、全米および出場両チームの本拠地都市圏における視聴率等は以下の通り。
| 試合  | 日付           | 放送時間               | 全米   | 全米   | 全米     | カリフォルニア州 ロサンゼルス | カリフォルニア州 ロサンゼルス | フロリダ州タンパ | フロリダ州タンパ |
| 試合  | 日付           | 放送時間               | 視聴率 | 占拠率 | 視聴者数 | 視聴率                        | 占拠率                        | 視聴率           | 占拠率           |
| ----- | -------------- | ---------------------- | ------ | ------ | -------- | ----------------------------- | ----------------------------- | ---------------- | ---------------- |
| 第1戦 | 10月20日（火） | 午後08時06分〜11時42分 | 5.1%   | 11%    | 920万人  | 不明                          | 不明                          | 不明             | 不明             |
| 第2戦 | 10月21日（水） | 午後08時03分〜11時47分 | 5.0%   | 11%    | 895万人  | 不明                          | 不明                          | 16.4%            | 31%              |
| 第3戦 | 10月23日（金） | 午後08時03分〜11時23分 | 4.3%   | 10%    | 816万人  | 18.4%                         | 37%                           | 不明             | 不明             |
| 第4戦 | 10月24日（土） | 午後08時03分〜00時33分 | 4.8%   | 12%    | 933万人  | 21.1%                         | 43%                           | 不明             | 不明             |
| 第5戦 | 10月25日（日） | 午後08時03分〜11時39分 | 5.3%   | 11%    | 1006万人 | 22.2%                         | 41%                           | 不明             | 不明             |
| 第6戦 | 10月27日（火） | 午後08時03分〜11時49分 | 6.8%   | 15%    | 1263万人 | 27.5%                         | 48%                           | 18.2%            | 33%              |
| 平均  | 平均           | 平均                   | 5.2%   | 12%    | 979万人  | 21.2%                         | 40%                           | 15.2%            | 29%              |

| 今シリーズ | 今シリーズ | 今シリーズ | 前年からの変動 | 前年からの変動  | 前年からの変動 | 前年からの変動 | 裏番組の最高視聴率                              | 裏番組の最高視聴率                              | 裏番組の最高視聴率                              | 裏番組の最高視聴率                              |
| 試合       | 視聴率     | 視聴者数   | 前年視聴率     |                 | 前年視聴者数   |                | 番組                                            | 放送局                                          | 放送時間                                        | 視聴率                                          |
| 試合       | 視聴率     | 視聴者数   | 前年視聴率     | 変動            | 前年視聴者数   | 変動           | 番組                                            | 放送局                                          | 放送時間                                        | 視聴率                                          |
| ---------- | ---------- | ---------- | -------------- | --------------- | -------------- | -------------- | ----------------------------------------------- | ----------------------------------------------- | ----------------------------------------------- | ----------------------------------------------- |
| 第1戦      | 5.1%       | 920万人    | 7.3%           | 2.2ポイント下降 | 1219万人       | 299万人減少    | 『ザ・ヴォイス』                                | NBC                                             | 午後08時00分〜10時01分                          | 4.7%                                            |
| 第2戦      | 5.0%       | 895万人    | 7.1%           | 2.1ポイント下降 | 1193万人       | 298万人減少    | Tucker Carlson Tonight                          | FNC                                             | 午後08時00分〜09時00分                          | 3.3%                                            |
| 第3戦      | 4.3%       | 816万人    | 7.1%           | 2.8ポイント下降 | 1222万人       | 406万人減少    | Tucker Carlson Tonight                          | FNC                                             | 午後08時00分〜09時00分                          | 3.0%                                            |
| 第4戦      | 4.8%       | 933万人    | 5.9%           | 1.1ポイント下降 | 1022万人       | 089万人減少    | Saturday Night Football                         | ABC                                             | 午後08時00分〜11時23分                          | 2.7%                                            |
| 第5戦      | 5.3%       | 1006万人   | 6.5%           | 1.2ポイント下降 | 1139万人       | 133万人減少    | 『60ミニッツ』                                  | CBS                                             | 午後07時40分〜08時40分                          | 10.1%                                           |
| 第6戦      | 6.8%       | 1263万人   | 9.6%           | 2.8ポイント下降 | 1643万人       | 380万人減少    | 『ザ・ヴォイス』                                | NBC                                             | 午後08時00分〜09時00分                          | 4.8%                                            |
| 第7戦      | （なし）   | （なし）   | 13.1%          | －              | 2301万人       | －             | －                                              | －                                              | －                                              | －                                              |
| 平均       | 5.2%       | 979万人    | 8.1%           | 2.9ポイント下降 | 1391万人       | 412万人減少    | ［註］放送時間は東部夏時間。中部夏時間は－1時間 | ［註］放送時間は東部夏時間。中部夏時間は－1時間 | ［註］放送時間は東部夏時間。中部夏時間は－1時間 | ［註］放送時間は東部夏時間。中部夏時間は－1時間 |

今シリーズは、平均視聴者数では前年の1391万人から30%減少した。ただしこの年、前年比で視聴者数を減らすのは今シリーズ中継に限らず、地上波テレビ放送全体にみられる傾向である。4大ネットワーク（ABC・CBS・FOX・NBC）のプライムタイム合計視聴者数を、年度（9月第1週〜翌年8月最終週）の最初の30日間平均で比較すると、2019-20年度が2580万人だったのに対し、2020-21年度は1800万人で30%減となった。スポーツ中継も視聴者を減らしており、バスケットボールのNBAファイナルは49%、アイスホッケーのNHLスタンレー・カップ・ファイナルは61%、テニスの全米オープンや競馬のケンタッキーダービーなども25%以上減少した。このような傾向の要因として、第59回大統領選挙を11月3日に控え、FOXニュースチャンネル（FNC）やCNNなど、ケーブルテレビのニュース専門放送局が視聴者数を伸ばしたことが挙げられる。また今シリーズに特有の事象としては、レイズの全米人気が高くなく所属選手の知名度も低いことや、中立地開催による場内の微妙な雰囲気が視聴者の盛り上がりに水を差したことなども考えられる。
大統領選挙に関して、今シリーズ中継へのCM出稿で与野党は対照的な姿勢をとった。4年ぶりの政権奪還を狙う野党・民主党のジョー・バイデン陣営は、シリーズを通して60秒CM5回分の放送枠を計440万ドルで購入したとされる。CMには著名俳優が起用され、第1戦中継ではサム・エリオットが、第4戦中継ではブラッド・ピットが、それぞれナレーターを務める新CMが初めて放送された。これに対し、再選を目指す与党・共和党のドナルド・トランプ陣営は、今シリーズでCM放送枠を購入しなかっただけでなく、年間を通じてMLB中継のCM放送枠購入に23万5000ドルしか費やしていない。10月1日時点での選挙資金残高はトランプ陣営の6310万ドルに対し、バイデン陣営は1億7700万ドルと3倍近かった。

### 日本
| 試合  | 中継日 （日本時間） | 実況     | 解説               |
| ----- | ------------------- | -------- | ------------------ |
| 第1戦 | 10月21日（水）      | 高木修平 | 大島康徳、武田一浩 |
| 第2戦 | 10月22日（木）      | 高木修平 | 岡島秀樹           |
| 第3戦 | 10月24日（土）      | 小野卓哉 | 小早川毅彦         |
| 第4戦 | 10月25日（日）      | 小野卓哉 | 今中慎二           |
| 第5戦 | 10月26日（月）      | 高木修平 | 岩村明憲           |
| 第6戦 | 10月28日（水）      | 小野卓哉 | 山下大輔           |

日本での生中継の放送は、日本放送協会（NHK）の衛星放送チャンネル "BS1" で行われた。今シリーズでNHKは実況アナウンサーや解説者を現地へ送り込むことができず、現地からの映像をスタジオで観ながら実況・解説を行う形式をとった。さらに、第1戦の解説者のうち大島康徳は、スタジオからも離れて自宅からリモート解説に臨んだ。